# Sincício

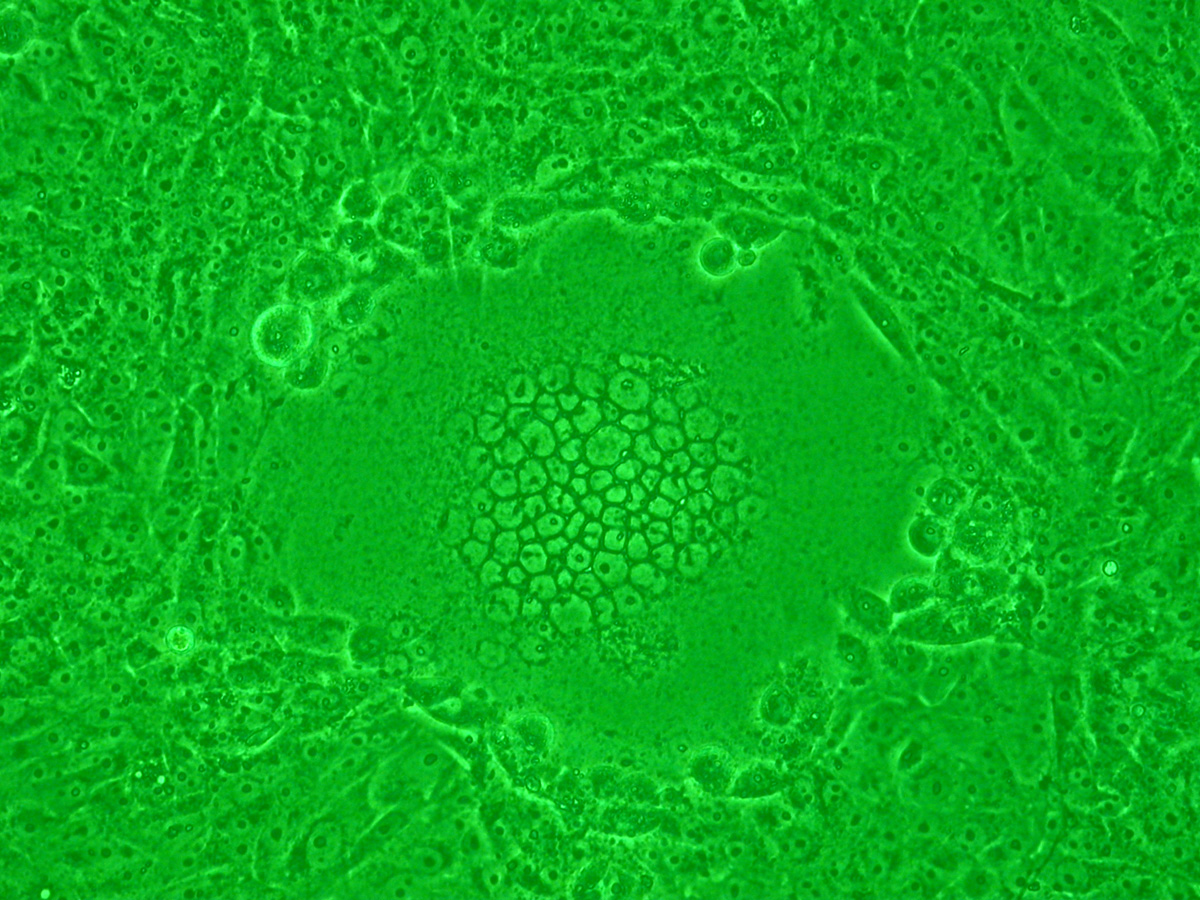
Sincício causado pela infecção pelo vírus HSV-1 em células da linhagem Vero.

Em biologia, um sincício ou sincítio (ambos do grego σύν (syn) = «junto» + κύτος (kytos) = «caixa», referido aqui para «célula»), também chamado cenócito (do grego κοινός koinós 'comum' + κύτος kytos 'caixa'), é uma célula multinucleada, ou seja, uma célula que contém muitos núcleos originada por fusão de células uninucleadas ou por muitas divisões celulares incompletas de células. A maioria das células nos organismos eucariotas de plantas e animais têm um único núcleo, pelo que os sincícios são formas especiais. Porém, em alguns organismos os sincícios não só são estruturas comuns, mas constituem também o estado mais predominante do seu ciclo de vida (por exemplo, em determinados nematódeos ou em mixomicetos, entre outros).

## Descrição
Os sincícios podem resultar de várias divisões celulares sem citocinese e também da fusão de várias células. Um exemplo da fusão de células pode observar-se no embrião dos mamíferos, em que os trofoblastos se fundem para dar origem ao sinciciotrofoblasto, que forma a placenta.
Outro caso acontece em algumas infeções virais.